# Tyrannochthonius vampirorum
Espèce
Tyrannochthonius vampirorum est une espèce de pseudoscorpions de la famille des Chthoniidae.

## Distribution
Cette espèce est endémique du Tamaulipas au Mexique,. Elle se rencontre dans les grottes Cueva de los Vampiros et Cueva del Ojo de Agua de Manantiales à González et dans la grotte Cueva de Guadalupe à Gómez Farías.

## Description
La femelle holotype mesure 2,00 mm.

## Publication originale
- Muchmore, 1986 : Additional pseudoscorpions, mostly from caves, in Mexico and Texas (Arachnida: Pseudoscorpionida). Texas Memorial Museum, Speleological Monographs, vol. 1, p. 17-30.